# Arrêt d'autobus
Pour les articles homonymes, voir Bus Stop.
Cet article concerne le film américain. Pour l'aménagement de la voirie, voir Arrêt de bus.
Pour plus de détails, voir Fiche technique et Distribution.
Arrêt d'autobus, aussi connu en France sous son titre original Bus Stop, est un film américain réalisé par Joshua Logan, sorti en 1956.

## Synopsis
Bo Decker, un jeune cow-boy du Montana sans expérience de la vie autre que les vaches et les chevaux, se rend à Phoenix (Arizona) avec son ami Virgil Blessing pour y participer à un rodéo. Virgil lui annonce d'entrée qu'il faudra penser enfin à faire connaissance d'une femme. Bo, d'abord surpris, se rallie à l'idée : I'm gotta get me an angel (« Je vais me trouver un ange »).
À la (grande) ville, Virgil va boire un verre dans un cabaret voisin où il a aperçu une très belle femme. Dans une loge, Chérie raconte à son amie et collègue Vera qu'elle en assez de ce troquet minable et que son désir à elle, c'est de gagner Hollywood le plus rapidement possible - « Dzzzooooo » trace-t-elle sur une carte des États-Unis. Elle est sommée d'aller travailler, d'abord en tant qu'entraîneuse puisqu'elle s'approche de Virgil, s'assied à sa table et le pousse à la consommation. Ensuite elle interprète une chanson sur scène. Bo, qui arrive à l'instant, tombe immédiatement et follement amoureux de Chérie - une apparition divine - et, d'une certaine manière, le fait savoir à tout le monde. Bo va se présenter à Chérie et arrive même à l'embrasser. Désormais elle est sa fiancée, à sa plus grande surprise... à elle !
Le lendemain, avant la compétition, Bo débarque chez elle alors qu'elle dort. Elle lui dit « Non ! » mais ça n'a pas l'air de le rebuter puisqu'il parvient à l'emmener à la parade puis au rodéo. Là, Bo semble un très bon cow-boy car il passe toutes les épreuves. Dans le public, Chérie, accompagnée de Vera, se persuade qu'il lui faut quitter la ville le plus vite possible car elle ne sait plus comment se débarrasser de Bo, qui lui a d'ailleurs déjà offert une bague et fait signer un papier. Plus tard, au cabaret, Bo annonce qu'il a gagné le trophée de vainqueur et que l'on peut donc tous rentrer à la maison, Chérie y compris ! Celle-ci s'énerve et décide de partir illico presto à la station des autobus pour en prendre un en direction de l'ouest.
Quelques heures plus tard, elle est enfin dans l'autobus, mais il s'agit de celui qui remonte vers le nord : Bo a dû la persuader au moyen d'un... lasso, tel le bétail ! Chérie s'approche d'une autre passagère pour qu'elle l'aide à fuir, en vain. En raison des fortes chutes de neige, l'autobus fait halte pour la nuit à une station tenue par Grace. Bo, pour son comportement encore et toujours insupportable, reçoit une correction de la part du chauffeur de l'autobus, Carl. Le lendemain, Bo présente ses excuses à tous. Chérie tente de persuader Bo de renoncer à elle, faisant référence à son passé tumultueux. Bo renouvelle sa demande en mariage car le passé de celle-ci ne compte pas pour lui. Émue, elle comprend alors qu'elle aime Bo et accepte de devenir sa femme.

## Fiche technique
- Titre original : Bus stop
- Réalisation : Joshua Logan
- Scénario : George Axelrod, d'après une pièce de William Inge
- Production : Buddy Adler
- Photographie : Milton R. Krasner
- Musique : Cyril J. Mockridge, Alfred Newman, Ken Darby et Lionel Newman
- Son : Alfred Bruzlin, Harry M. Leonard (en)
- Montage : William Reynolds
- Costumes : Travilla et Charles Le Maire
- Production : Buddy Adler
- Sociétés de production : Marilyn Monroe Productions et 20th Century Fox
- Société de distribution :Twentieth Century Fox
- Pays :  États-Unis
- Langue : anglais
- Durée : 96 minutes
- Genre : comédie
- Format : couleurs (DeLuxe) - 2,55:1 (CinemaScope) - Stéréo 4 pistes - 35 mm
- Date de sortie : États-Unis : 31 août 1956

## Distribution
- Marilyn Monroe (VF : Claire Guibert) : Cherie/Chérie
- Don Murray (VF : Marc Cassot) : Beauregard "Bo" Decker
- Arthur O'Connell (VF : Roger Tréville) : Virgil Blessing
- Betty Field (VF : Lita Recio) : Grace
- Eileen Heckart (VF : Marie Francey) : Vera
- Robert Bray (en) (VF : Claude Bertrand) : Carl
- Hope Lange (VF : Joëlle Janin) : Elma Duckworth
- Henry Slate (VF : Fernand Rauzena) : le patron du Dragon bleu
- Helen Mayon (VF : Henriette Marion) : la logeuse
- Casey Adams : Le journaliste de Life
- Hans Conried (VF : Lucien Bryonne) : le photographe de Life
- Pete Logan (VF : Pierre Morin) : l'annonceur du championnat de rodéo
- David McMahon (VF : Jean Clarieux) : le contrôleur des tickets à la montée du bus
- Edward G. Robinson Jr. (non crédité) : un cow-boy

## Autour du film
- Bus stop est l'adaptation de la pièce de théâtre People in the Wind (Personnes dans le vent) jouée avec succès à Broadway en 1955. Le titre français « Arrêt d'autobus » évoque un contexte urbain, et les termes français qui se rapprochent le plus (arrêt d'autocar, halte routière, gare routière) sont peu adéquats. Conserver Bus Stop offre l'inconvénient … de ne pas traduire.
- Bus stop est le premier film de Hope Lange ainsi que de Don Murray.
- Hope Lange, qui joue Elma, la jeune femme qui aide Chérie lors de leur retour en bus dans le Montana, et Don Murray, qui joue le fougueux Bo, se sont mariés en 1956, soit à l'époque du film, et ont divorcé en 1961.
- Le film a été nommé pour plusieurs récompenses mais n'en a gagné aucune : Oscars 1957, meilleur second rôle masculin, Don Murray ; BAFTA 1957, meilleure révélation masculine, Don Murray ; Directors Guild of America 1957 (association des réalisateurs américains), meilleur réalisateur, Joshua Logan ; Golden Globes 1957, meilleur film de comédie ou de comédie musicale, et meilleure actrice de comédie ou de comédie musicale, Marilyn Monroe ; Writers Guild of America 1957 (association des scénaristes américains), meilleur scénario de comédie, George Axelrod.
- Traductions en français : il est amusant de remarquer les travers qu'empruntent parfois certains traducteurs. Au début du film, Virgil, très nuancé et diplomate dans la version originale, commente à Bo : « You just pick out some plain-looking little gal with a cooperating nature and a good personality », ce qui est assez bien traduit dans la version doublée en français par « Je te conseillerais plutôt de choisir une fille pas-jolie-toute-simple mais qui soit prête à coopérer et avec une bonne mentalité », réplique qui devient un peu discutable dans la version sous-titrée (du DVD): « Choisis une fille pas trop jolie mais travailleuse et pas empoisonnante ».
- Dans la bande-annonce, la notoriété de la star Marilyn Monroe est évidemment mise en avant. À cet égard, un petit détail croustillant : des unes de magazines avec Marilyn sont présentées, dont une de Paris Match de juillet 1953 qui, avec une très belle Marilyn embrassant une colonne antique, titre de manière « choc » « Le cinéma va-t-il disparaître ? ».
- Marilyn interprète dans ce film la chanson That Old Black Magic.